# Monofonia (musica)
In musica, monofonia è una semplice melodia senza alcun accompagnamento armonico. Questo si ottiene suonando una nota per volta o con la stessa nota duplicata all'ottava (questo avviene quando un uomo ed una donna cantano assieme). La monofonia può avere dei ritmi complessi quando le percussioni accompagnano la melodia, come nella musica cinese e nella musica indiana. Molta musica medioevale era monofonica, compreso il canto gregoriano.
Secondo Adris Butterfield (1997), la monofonia "è la scrittura dominante nei generi vernacolari europei così come la canzone latina...  lo è nei lavori polifonici, rimane un principio centrale della composizione"
DeLone (vedi bibliografia) definisce più scioltamente la monofonia come "passaggi, movimenti, o simili delle sezioni nei quali suonano da soli delle note, nonostante il raddoppio strumentale" anche se "tali passaggi possono comportare molti strumenti o voci."
La tessitura, nella marcia iniziale del Renard di Stravinsky, rasenta la eterofonia anche se "viene suonata all'unisono".